# ヘルマン・ヘーフレ (親衛隊大将)
ヘルマン・ヘーフレ（Hermann Höfle、1898年9月12日 - 1947年12月3日）は、ナチス・ドイツの親衛隊の将軍。最終階級は親衛隊大将、武装親衛隊大将及び警察大将（SS-Obergruppenführer sowie General der Waffen-SS und Polizei）。

## 略歴
アウクスブルクに郵便職員の息子として生まれた。第一次世界大戦においては1916年に第8バイエルン歩兵連隊「バーデン大公フリードリヒ2世」に配属され、後にバイエルン陸軍航空隊に配属され観測員となる。戦後、エップ義勇軍に所属し、1923年のミュンヘン一揆に参加している。 1931年に軍のスペイン語通訳となる。1934年7月31日には予備役少佐の階級で軍を去っている。
8月に国家社会主義自動車軍団(NSKK)に入隊し、国家社会主義自動車軍団大佐となる。1935年4月20日に国家社会主義自動車軍団上級大佐、1936年1月30日に国家社会主義自動車軍団少将に昇進する。1937年1月にミュンヘンのNSKK指揮官となり、6月からはNSKK旅団「オストマルク」の指導者となる。8月にはNSKK訓練学校の指導者となる。1937年5月に国家社会主義ドイツ労働者党に入党する（党員番号：3,924,970）。1939年1月30日に国家社会主義自動車軍団大将に昇進する。9月からNSKK集団「下シュレージエン」指揮官となり、1941年12月にNSKK集団「上シュレージエン」指揮官となる。
1943年7月1日に親衛隊中将の階級で親衛隊へ入隊する（隊員番号：463,093）。また同時に警察中将にもなっている。9月17日に「中央」親衛隊及び警察高級指導者及び親衛隊上級地区「中央」指導者に任命されている。
1944年9月20日にゴットロープ・ベルガーの後任として「スロバキア」親衛隊及び警察高級指導者に任命され、スロバキア民衆蜂起制圧の指揮官も引き継いだ。同時に親衛隊大将および警察大将に昇進し、7月1日には武装親衛隊大将となった。
戦後、スロバキアのブラチスラバで逮捕され、駐独立スロバキアドイツ大使であったハンス・ルディン（Hanns Ludin）とともに裁判にかけられ死刑を宣告される。1947年12月3日に処刑された。